# Yang Xiao
Pour les articles homonymes, voir Yang.
Dans ce nom chinois, le nom de famille, Yang, précède le nom personnel.
Yang Xiao (chinois : 楊曉), née le 6 mars 1964, est une ancienne rameuse chinoise. Elle est médaillée de bronze aux Jeux de 1988.

## Carrière
Yang Xiao remporte une médaille d'argent en quatre barré et une médaille de bronze en huit aux Jeux de 1988.

## Palmarès

### Jeux olympiques
- Jeux olympiques d'été de 1988 à Séoul ( Corée du Sud) :
  -  médaille d'argent en quatre avec barreur
  -  médaille de bronze en huit

### Jeux asiatiques
- Jeux asiatiques de 1986 à Séoul ( Corée du Sud) :
  -  médaille d'or en deux sans barreur